# Alcazaba de las Siete Torres
La Alcazaba de las Siete Torres o Castillo de Orce, es una fortaleza de origen medieval, situada en la población de Orce, en la provincia de Granada, comunidad autónoma de Andalucía, España. Está ubicada en el centro de la población. Está declarada bien de Interés Cultural, el 25 de junio de 1985.

## Descripción
La actual imagen de la alcazaba, es consecuencia de las modificaciones que se realizaron en la primitiva construcción en el siglo XV, a partir de la conquista castellana, y en las últimas décadas del siglo XX. Está formada por un patio de armas rodeado de una muralla con siete torres, de donde viene su nombre. De las siete torres, seis son huecas, con planta cuadrada (8 m x 8 m) y 25 m de alzado, construidas en tapial, al igual que la propia muralla. Una de las torres se encuentra desmochada.
La torre del homenaje, tiene planta ligeramente rectangular (20 x 17 m) y casi 50 m de altura, con cinco plantas interiores. La construcción de la torre es de tapial en su dos tercios inferiores, aunque en la planta baja tiene reclaces de sillería. El tercio superior, en cambio, está construido con sillares de buen tamaño. Tiene varios huecos y dos accesos, uno en planta baja y otro en la primera, al que se accede por una escalera exterior.
En el patio, existe un aljibe enterrado, de buen tamaño (12 x 5 m).

## Historia
La construcción original de época nazarí, pues Orce fue un punto importante de la defensa del Reino de Granada, al encontrarse muy cerca de la frontera con Castilla. Sin embargo hay numerosa obra posterior a la conquista y la parte superior de la Torre del Homenaje, así como las bóvedas de las estancias interiores de la misma, se han datado en el siglo XVI, igual que algunos paños de muralla, de sillería. El actual acceso al recinto es bastante reciente, al igual que parte de la muralla, la situada en dirección norte desde la Torre, sin que se aprecien restos de la obra anterior. No se sabe a ciencia cierta si en el lugar ocupado actualmente por la puerta de acceso hubo otra con anterioridad.
Tras la conquista, en 1492, el castillo perteneció al la familia de los Enríquez, que adaptaron la torre principal y construyeron algunas dependencias más, para vivienda, otorgándole el actual aspecto renacentista. A finales del siglo XIX, la fortaleza fue adquirida por un burgués y, ya en los años 1970, pasó a titularidad municipal. Se abordó una restauración que incluyó la demolición de todas las viviendas adosadas a la misma exteriormente. La restauración realizada fue muy agresiva, "sin respetar los requisitos mínimos exigidos para estos casos", incluyendo la construcción de un almenado hecho de nueva fábrica.
La Torre del Homenaje albergó el "Museo de Prehistoria de Orce Josep Gibert" que incluye los restos del conocido como Hombre de Orce, desde su creación hasta que se trasladó al Palacio de los Segura y, más adelante, a su actual ubicación.